# Johannes Wutzlhofer
Johannes Wutzlhofer (* 17. Dezember 1871 in Obersunzing, heute zu Leiblfing bei Straubing; † 22. Dezember 1936 in Straubing) war ein bayerischer Politiker (Bayerischer Bauernbund), bayerischer Landwirtschaftsminister und Abgeordneter des Bayerischen Landtags.

## Ausbildung und Beruf
Johannes Wutzlhofer wurde 1907 Genossenschaftsdirektor in Straubing.

## Politik
Johannes Wutzlhofer wurde nach der Novemberrevolution 1919 „Lebensmitteldirektor“ beim bayerischen Staatsministerium für Landwirtschaft und bayerischen Staatskommissar für Volksernährung. Zwischen 1920 und 1923 war er bayerischer Landwirtschaftsminister. Von 1918 bis 1919 und erneut von 1920 bis 1924 war er Mitglied des Bayerischen Landtags.

## Hitlerputsch
Am 8. November 1923 begleitete Wutzlhofer neben anderen Ministern den bayerischen Ministerpräsidenten Eugen von Knilling zu einer Rede von Gustav von Kahr in den Bürgerbräukeller. An diesem Abend begann der Hitlerputsch, bei dem Hitler zusammen mit anderen Nationalsozialisten den Bürgerbräukeller betrat und hierbei u. a. von Knilling, Wutzlhofer, Innenminister Franz Schweyer und Justizminister Franz Gürtner festnahm. Die Gefangenen wurden zum Privathaus von Julius Lehmann gebracht und dort über Nacht festgehalten. Schweyer und Wutzlhofer jedoch wurden von den anderen getrennt und unter dem Kommando von Rudolf Heß besonderem Psychoterror ausgesetzt. Sie wurden von einem Trupp Nationalsozialisten kreuz und quer durch Südbayern gefahren. Zwischenzeitlich prüften ihre Peiniger die Tragkraft verschiedener Bäume, hierdurch sollten die Entführten dem Gefühl ausgesetzt werden, erhängt zu werden. Am Folgetag wurden beide freigelassen. Wutzlhofer war als Vertreter der Bauern, welche weniger durch die Inflation zu leiden hatten als die Durchschnittsbevölkerung, bei den städtischen Putschisten besonders verhasst.
Ministerpräsident von Knilling forderte Wutzlhofer wie auch Schweyer im Anschluss an den Putsch zum Rücktritt auf. Sie müssten ein „vaterländisches Opfer“ bringen, da sich der Zorn der Hitler-Bewegung, gleich ob berechtigt oder nicht, gegen ihre jeweilige Person richte. Wutzlhofer verwies darauf, dass seine Partei bereits sein Ausscheiden aus der Regierung beschlossen habe, da dem Parteivorsitzendem solche Beleidigungen nicht zumutbar seien.